# Michael Cera
Michael Cera, né le 7 juin 1988 à Brampton en Ontario au Canada, est un acteur canadien, révélé par la série Arrested Development, et ses prestations dans les comédies indépendantes Juno et SuperGrave en 2007.

## Biographie

### Jeunesse et débuts télévisuels
Michael est le fils de Linda, native du Québec, et de Luigi Cera, un technicien de Xerox originaire de Sicile. Il a deux sœurs, Jordan, qui est son aînée, et Molly, sa sœur cadette.
Il commence sa carrière d'acteur dans la série I Was a Sixth Grade Alien en 2001. En 2002, il est au casting d'un film attendu, la première réalisation de l'acteur George Clooney, Confessions d'un homme dangereux. Il y prête ses traits au jeune Chuck Barris, rôle tenu par Sam Rockwell. Mais c'est l'année suivante qu'il est révélé au grand public, en incarnant le jeune George Michael Bluth dans la série télévisée Arrested Development, acclamée par la critique mais aux audiences confidentielles. La fiction s'arrête au bout de trois saisons en 2006, mais permet à l'acteur d'apparaître dans un épisode de la saison 2 de Veronica Mars, une autre série peu suivie mais saluée par la critique. Il tourne également les dix épisodes de la série comique Clark & Michael, aux côtés de Clark Duke, diffusés en 2007.

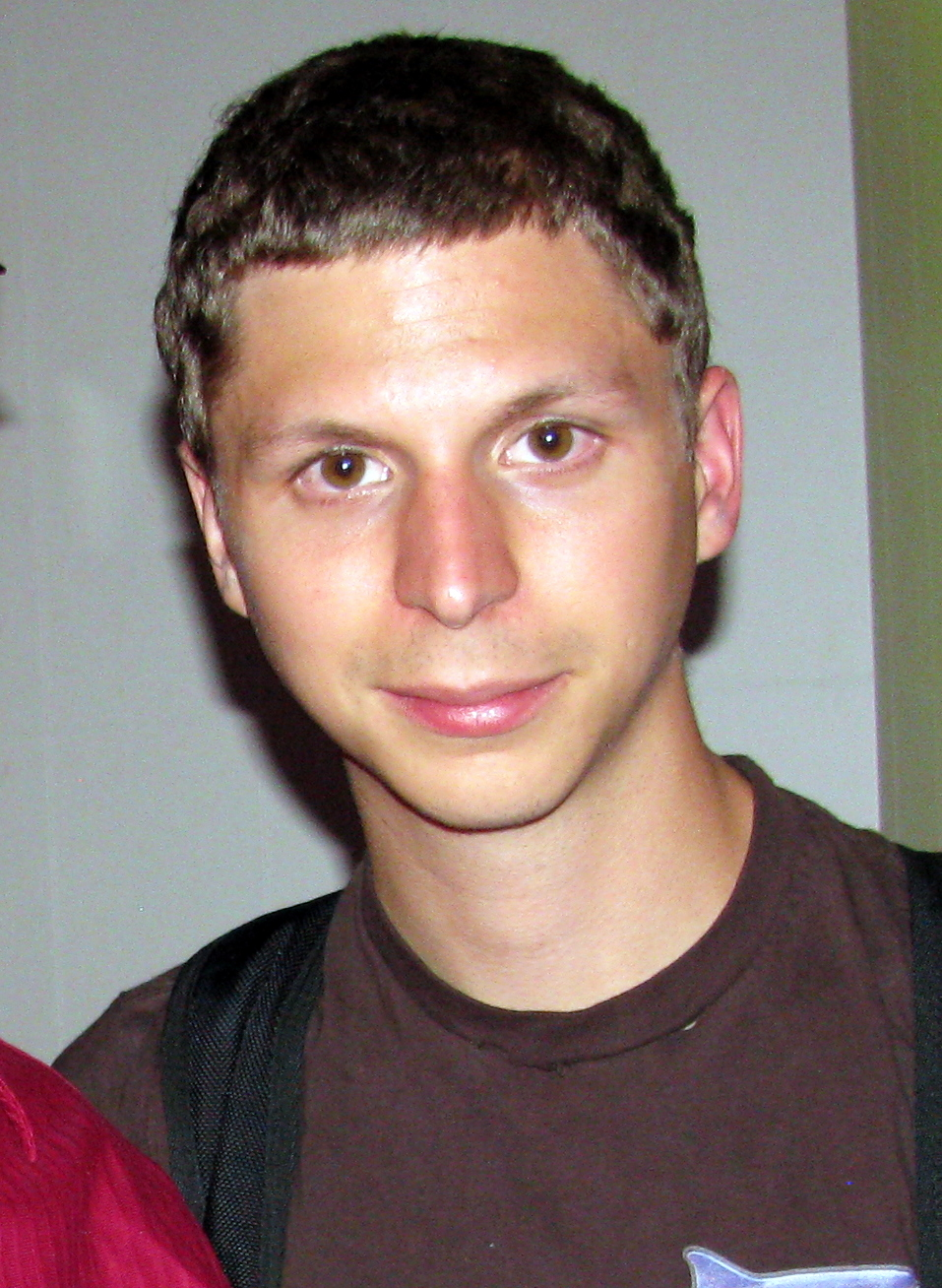
L'acteur en juillet 2010.

### Révélation et succès commercial (2007-2010)
Mais c'est au cinéma qu'il parvient à s'imposer grâce à deux phénomènes critiques et commerciaux : il est d'abord au casting de la comédie dramatique indépendante Juno, portée par la performance d'Elliot Page. Puis il partage l'affiche de la comédie semi-autobiographique SuperGrave avec Jonah Hill. Ce long-métrage produit par Judd Apatow et écrit par Evan Goldberg et Seth Rogen lance aussi les carrières de Christopher Mintz-Plasse et d'Emma Stone. Dans le cadre de la promotion de ces succès surprise au box-office, il est l'invité de l'émission culte Saturday Night Live en novembre 2007. Mais le programme n'est pas diffusé en raison de la grève de la Writers Guild of America.
L'année suivante, il tente de s'imposer dans un registre moins comique en tenant le premier rôle masculin de la comédie dramatique Une nuit à New York. Il y incarne un jeune homme romantique et idéaliste, aux côtés de Kat Dennings. Le film connaît une réception confidentielle. L'acteur revient donc en 2009 à des projets plus attendus.
Il alterne de nouveau comédie pour adolescents et partition plus potache, en menant la comédie dramatique indépendante Be Bad !, où il a cette fois pour partenaire Portia Doubleday ; puis est la tête d'affiche d'une nouvelle production de Judd Apatow, la comédie historique L'An 1 : Des débuts difficiles, qui est cependant un échec critique et commercial. La même année, il publie son premier roman, intitulé Pinecone, aux éditions McSweeney's Quarterly.
L'année d'après, il tient le rôle-titre de la comédie fantastique Scott Pilgrim, une adaptation du comics éponyme signée Edgar Wright. Il y prête ses traits à Scott Pilgrim, un bassiste dans un groupe de rock qui doit affronter de terribles adversaires pour conquérir celle qu'il aime. Le film est acclamé par la critique, mais est un énorme échec commercial, marquant un ralentissement dans la carrière cinématographique de l'acteur. Le film devient néanmoins rapidement culte.

### Passage au cinéma indépendant (années 2010)

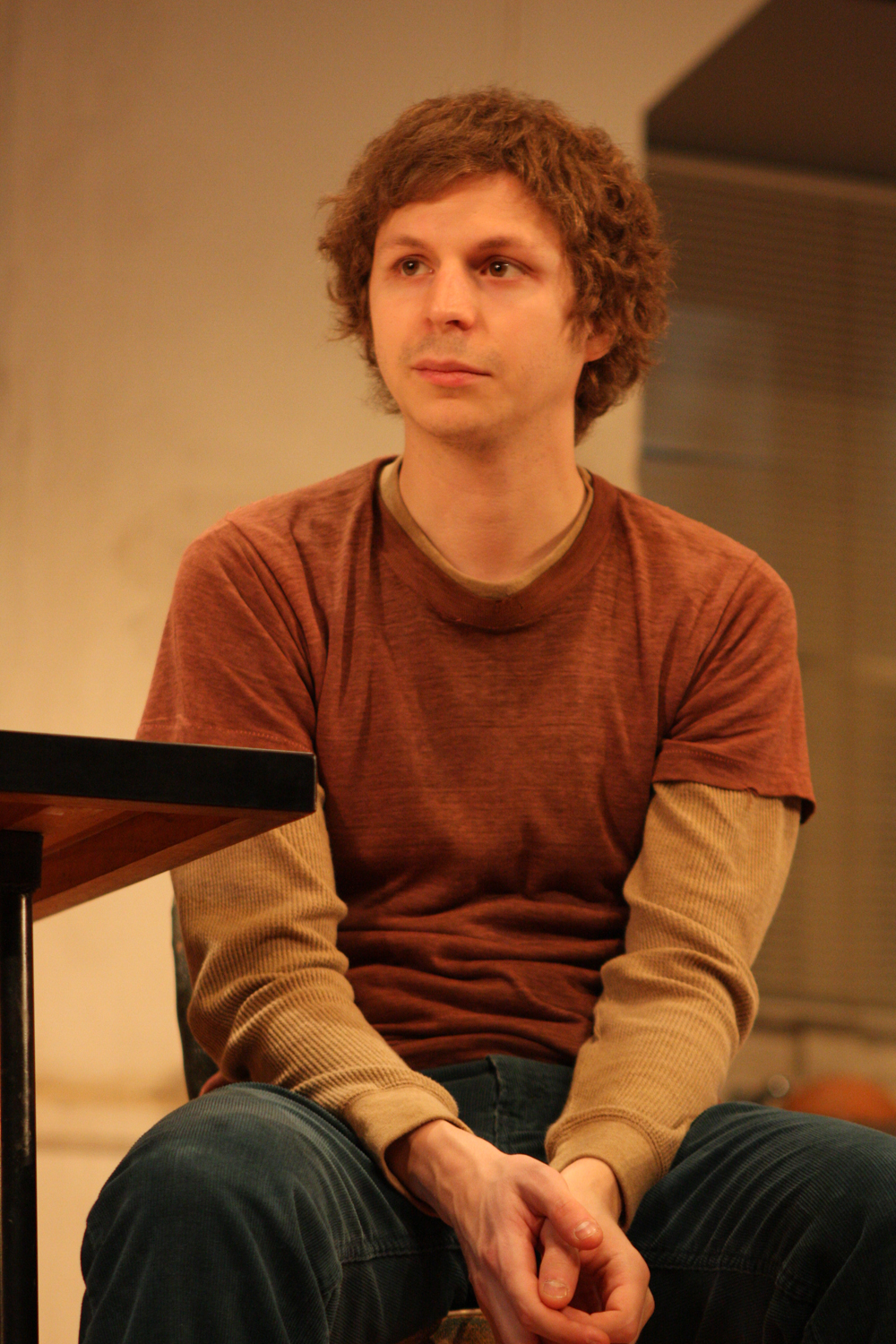
Le comédien sur scène, en mars 2012.

Durant les années suivantes, il se replie sur un cinéma indépendant : en 2013, il est la tête d'affiche de la comédie indépendante Crystal Fairy, réalisée par le chilien Sebastián Silva. Le film reçoit de très bonnes critiques, et l'acteur tiendra des seconds dans deux projets suivants du cinéaste : Magic Magic (2013) et Tyrel (2018).
Mais l'acteur se contente surtout d'apparaître dans des projets d'anciens collaborateurs : en 2012, le drame indépendant Bad Dads (2012), co-mené par son ex-partenaire Alia Shawkat ; en 2013, la satire C'est la fin, écrite et réalisée par Seth Rogen et Evan Goldberg, lui permet d'incarner une version exagérée de son image médiatique aux États-Unis. En 2014, il tient un second rôle dans le film indépendant Hits, réalisé par l'acteur David Cross. En 2015, il joue dans le drame indépendant Entertainment. Enfin, en 2016, il double l'un des protagonistes du film d'animation pour adultes co-écrit par Seth Rogen et Evan Goldberg, Saucisse Party.
Parallèlement, il continue à jouer régulièrement à la télévision : entre 2008 et 2011, il joue dans quelques épisodes de la série comique Childrens Hospital, parodiant les fictions médicales ; puis en 2013, il participe à plusieurs épisodes de Burning Love, qui parodie les émissions de dating ; mais surtout, cette même année, il retrouve son rôle de George Michael Bluth pour une quatrième saison de la série qui l'a révélé, Arrested Development, diffusée par la plateforme de vidéo Netflix. Il continue à être fidèle à ce diffuseur par la suite, évoluant en 2015 dans la mini-série évènement Wet Hot American Summer: First Day of Camp, puis dans le long-métrage parodique A Very Murray Christmas, réalisé par Sofia Coppola.
En 2017, il défend plusieurs projets : il fait partie de la distribution principale du film indépendant Manhattan Stories, écrit et réalisé par Dustin Guy Defa et de la comédie dramatique indépendante Lemon, écrite et réalisée par Janicza Bravo. Puis il incarne Robin dans le film d'animation à gros budget de Chris McKay, Lego Batman, le film. Par ailleurs, il est employé à contre-emploi dans le biopic Le Grand jeu, écrit et réalisé par Aaron Sorkin. Il y joue une star de cinéma hollywoodienne à la moralité et au comportement douteux, participant à des parties de poker privées. Son personnage, nommé Player X, est un mélange des véritables Leonardo DiCaprio et Tobey Maguire. Enfin, il joue dans l'épisode 4 de la saison 3 évènement de Twin Peaks, écrite et réalisée par David Lynch.
L'année suivante, il joue dans deux productions indépendantes : le drame Gloria Bell, écrit et réalisé par Sebastián Lelio, et porté par Julianne Moore ; puis il donne la réplique à Maggie Lawson, tête d'affiche de la comédie Spivak. Enfin, il est au casting de huit épisodes d'une cinquième saison d'Arrested Development.

## Filmographie

### Cinéma
- 2000 : Ultimate G's : Zac Bernier
- 2000 : Steal This Movie! (en) : America Hoffman à 7-8 ans
- 2000 : Fréquence interdite (Frequency) de Gregory Hoblit : Gordy Jr. à 10 ans
- 2002 : Rolie Polie Olie : Les Chevaliers du rire (vidéo) : Gizmo jeune (voix)
- 2002 : Confessions d'un homme dangereux (Confessions of a Dangerous Mind) de George Clooney : Chuck de 8 à 11 ans
- 2005 : Darling Darling : Harold
- 2006 : Clark and Michael : Michael (vidéo)
- 2007 : Parental Guidance Suggested : Fred
- 2007 : SuperGrave (Superbad) de Greg Mottola : Evan
- 2007 : Juno de Jason Reitman : Paulie Bleeker
- 2008 : Une nuit à New York (Nick and Norah's Infinite Playlist) : Nick
- 2008 : Extreme Movie : Fred
- 2009 : Paper Heart : Michael Cera
- 2009 : Be Bad ! (Youth in Revolt) : Nick Twisp / François
- 2009 : L'An 1 : Des débuts difficiles (Year One) : Oh
- 2010 : Scott Pilgrim (Scott Pilgrim vs. the World) d'Edgar Wright : Scott Pilgrim
- 2011 : Bad Dads : Cory
- 2012 : The Immigrant (court-métrage) : Michael
- 2013 : C'est la fin (This Is the End) de Seth Rogen et Evan Goldberg : lui-même
- 2013 : Crystal Fairy de Sebastián Silva : Jamie
- 2013 : Magic Magic de Sebastián Silva : Brink
- 2015 : A Very Murray Christmas de Sofia Coppola : Jackie
- 2017 : Lemon de Janicza Bravo : Alex
- 2017 : Manhattan Stories (Person to Person) de Dustin Guy Defa : Phil
- 2017 : Le Grand jeu (Molly's Game) d'Aaron Sorkin : Joueur X
- 2018 : Gloria Bell de Sebastián Lelio : Peter
- 2018 : Tyrel de Sebastián Silva : Alan
- 2023 : Barbie de Greta Gerwig : Allan
- 2023 : Dream Scenario de Kristoffer Borgli : Trent
- 2024 : Noël à Miller's Point (Christmas Eve in Miller’s Point) de Tyler Taormina : Officier Gibson
- 2025 : The Phoenician Scheme de Wes Anderson : Bjorn Lund
- 2025 : The Running Man d'Edgar Wright

### Télévision

#### Séries télévisées
- 1998 : Rolie Polie Olie : Gizmo Polie (voix)
- 1999 : I Was a Sixth Grade Alien : Larrabe Hicks
- 1999 : Destins croisés (Twice in a Lifetime) : un jeune au skateboard
- 1999 : Oui-Oui (Noddy) : Butch
- 2000 : La Femme Nikita : Jérome
- 2001 : Sourire d'enfer (Braceface) : Josh Spitz (voix)
- 2001 : I Was a Rat : Buzzer
- 2002 : The Grubbs : Mitch Grubb
- 2003 : La Famille Berenstain (The Berenstain Bears) : Léon (voix)
- 2003-2006 : Arrested Development : George Michael Bluth (rôle régulier, saisons 1 à 3)
- 2005 : Veronica Mars (série TV) : Dean
- 2006 : Howard Stern: The High School Years : Howard Stern (voix)
- 2006 : Tom Goes to the Mayor : Scrotch (voix)
- 2008-2011 : Childrens Hospital : Sal Viscuso
- 2010 : Drunk History : Alexander Hamilton
- 2012 : Les Simpson (The Simpsons) : Nick
- 2013-2018 : Arrested Development : George Michael Bluth (rôle régulier, saisons 4 et 5)
- 2015 : Burning Love (saison 2) : participant
- 2015 : Wet Hot American Summer: First Day of Camp : Jim Stansel (3 épisodes)
- 2017 : Twin Peaks de David Lynch : Wally Brando (épisode 4)
- 2019 : Weird City : Tawny (épisode 2)
- 2022 : Life & Beth : John
- 2023 : Black Mirror : lui-même, employé de Streamberry (1 épisode)

#### Téléfilms
- 1999 : What Katy Did : Dorry Carr
- 1999 : Tel père, telles filles (Switching Goals) : Taylor
- 2000 : L'Amour en question (Custody of the Heart) (TV) : Johnny Raphael
- 2001 : La double vie de mon mari (The Familiar Stranger or My husband's double life[1]) : Ted Welsh, jeune
- 2001 : Un été en Louisiane (My Louisiana Sky) : Jesse Wade Thompson
- 2001 : Walter and Henry : un gosse qui pleure
- 2001 : Un bébé à tout prix (Stolen Miracle) : Brandon McKinley
- 2003 : Exit 9 : Charles
- 2005 : Wayside School : Todd

### Clip
- 2009 : No You Don't de Islands
- 2013 : Here Comes the Night Time de Arcade Fire[2]

## Doublage

### Films d'animation
- 2016 : Saucisse Party : Barry
- 2017 : Lego Batman, le film : Dick Grayson / Robin

### Séries d'animation
- 2012 : La Famille Berenstain : Léon
- 2023 : Scott Pilgrim prend son envol : Scott Pilgrim

## Voix francophones
En France, Hervé Grull est la voix la plus régulière de Michael Cera, l'ayant doublé à six reprises. Benjamin Pascal et Paolo Domingo l'ont également doublé à trois occasions.
Au Québec, Nicholas Savard L'Herbier est la voix québécoise de l'acteur dans la grande majorité de ses films.
En France
| - Hervé Grull dans : - Juno - Une nuit à New York - L'An 1 : Des débuts difficiles - Scott Pilgrim - Wet Hot American Summer: First Day of Camp (mini-série) - Black Mirror (série télévisée) - Barbie - Scott Pilgrim prend son envol (voix) - Benjamin Pascal dans : - Arrested Development (série télévisée) - Sausage Party (voix) - The Boys présentent : Les Diaboliques (voix) - Sausage Party : Bouff'land (en) (voix) - Paolo Domingo dans : - Magic Magic - Burning Love (en) (série télévisée) - Twin Peaks (série télévisée) | - Alexis Tomassian dans : - SuperGrave - C'est la fin - Gauthier Battoue dans : - How to Be a Latin Lover - Gloria Bell - Antoine Schoumsky dans : - Samouraï Academy (voix) - The Adults (en) Et aussi - Marie Van R dans La Famille Berenstain (voix) - Juan Llorca dans Be Bad! - Rayane Bensetti dans Lego Batman, le film (voix) - Hervé Rey dans Le Grand Jeu - Fabian Finkels dans Life and Beth (série télévisée) |

Au Québec
| - Nicholas Savard L'Herbier dans : - Supermalades - L'An Un - Ados en révolte - Scott Pilgrim vs le monde | Et aussi - Nicolas Bacon dans Ados extrêmes - Sausage Party |